# Klettergarten Stetten

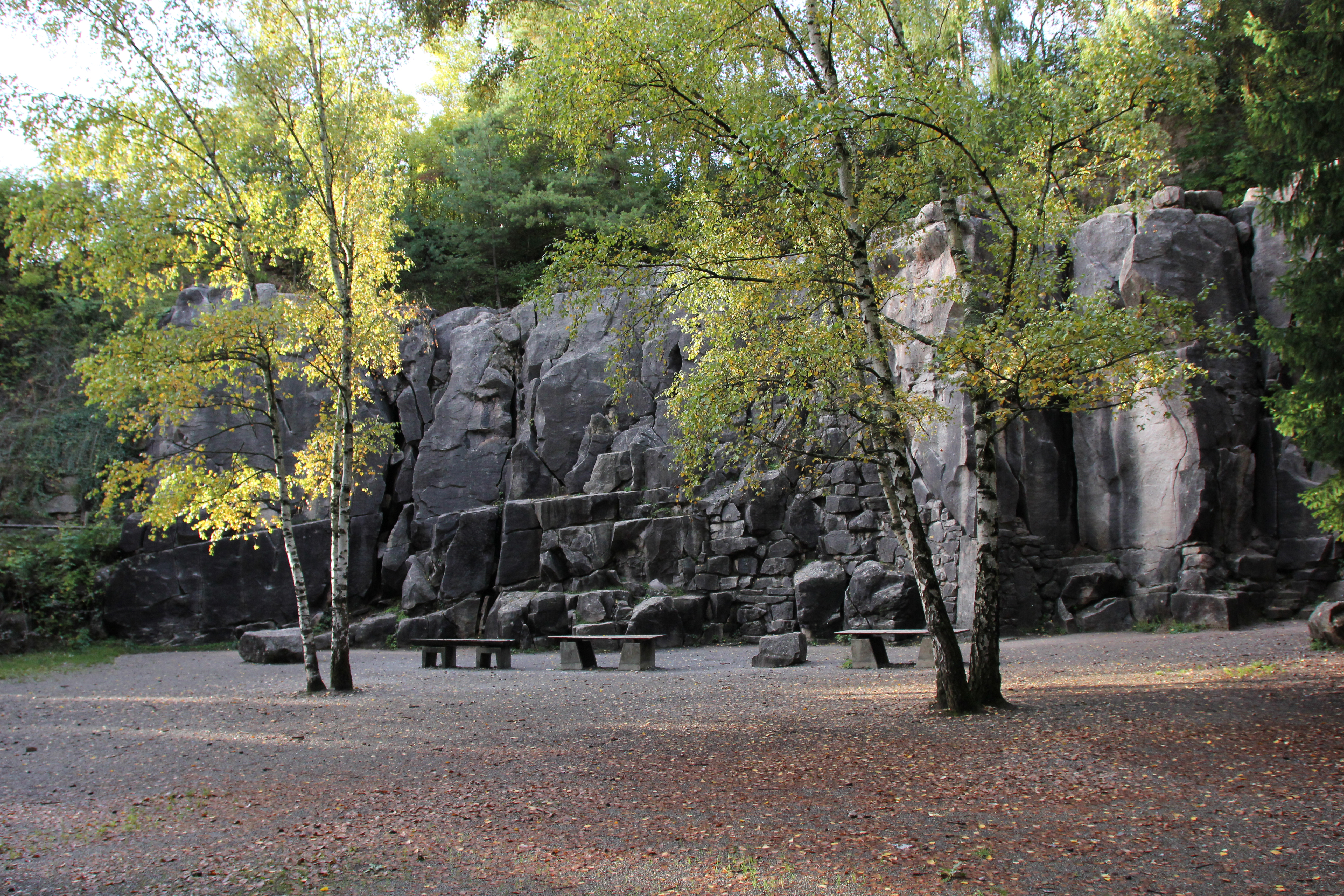
Klettergarten in Stetten (2015)

Der Klettergarten ist eine Kletteranlage in den Weinbergen von Stetten im Remstal.

## Lage

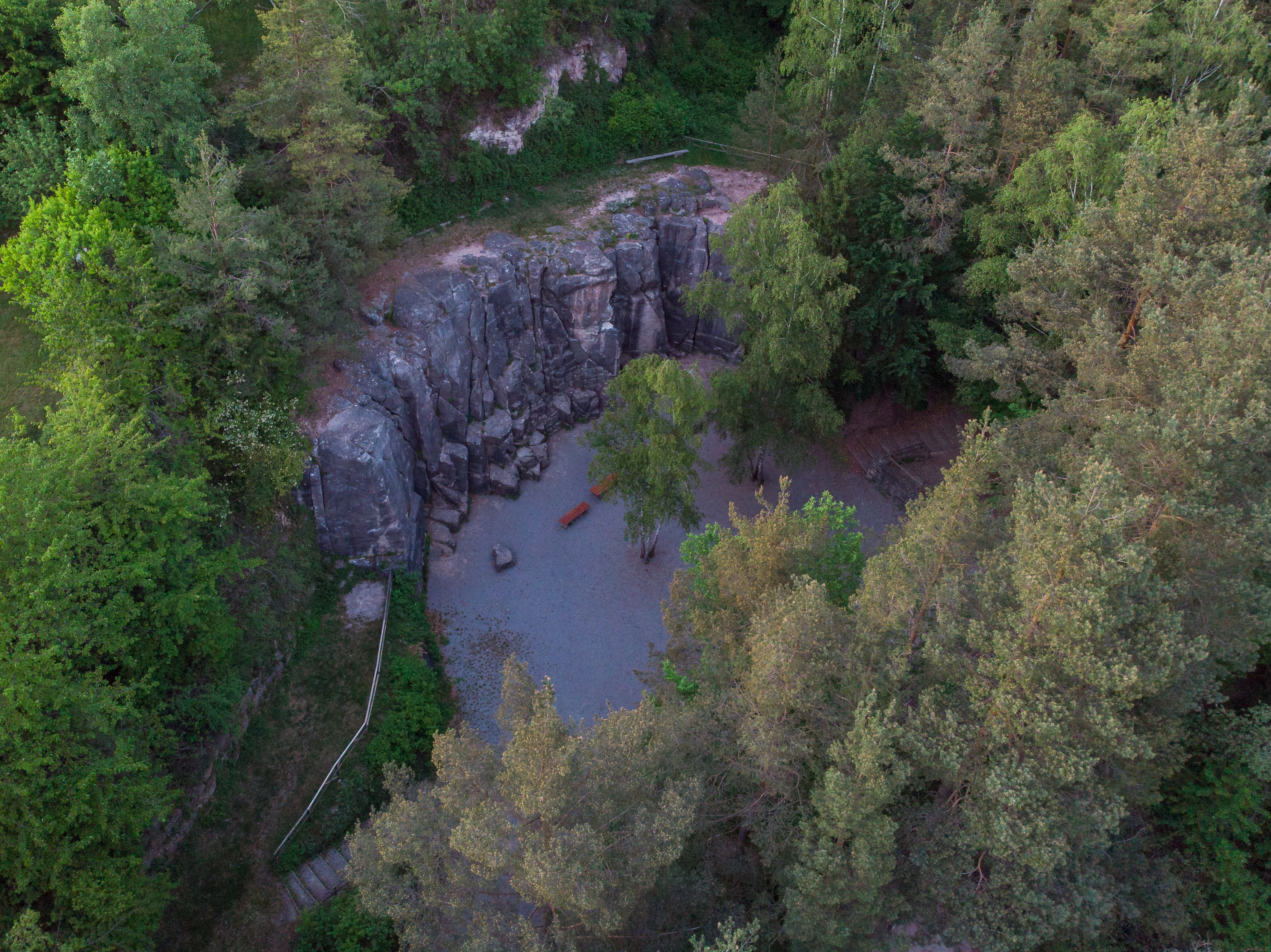
Luftbild des Klettergarten in Stetten (2020)

Der Klettergarten befindet sich am Waldrand in den Weinbergen des Haldenbachtals. Wenige hundert Meter entfernt befindet sich auch der Eichensee.

## Geschichte
Bei dem Klettergarten handelte es sich um einen früheren Sandsteinbruch, der 1976 in 2.500 ehrenamtlichen Arbeitsstunden von den Mitgliedern der Bezirksgruppe Remstal der Sektion Stuttgart des Deutschen Alpenvereins (DAV) angelegt wurde. Der Klettergarten ist in Besitz der Gemeinde Kernen und an die Bezirksgruppe Remstal verpachtet, die ihn betreibt.
Seit 1977 findet jährlich das Bergfest und die stimmungsvolle Bergweihnacht im Klettergarten statt.

## Ausstattung
Die Fläche des Geländes beträgt rund 3000 m². Die Kletterfläche beträgt ca. 30 m, die Höhe 8 bis 10 m. Es existieren rund 50 Routen mit Schwierigkeitsgraden von 2 bis 10.

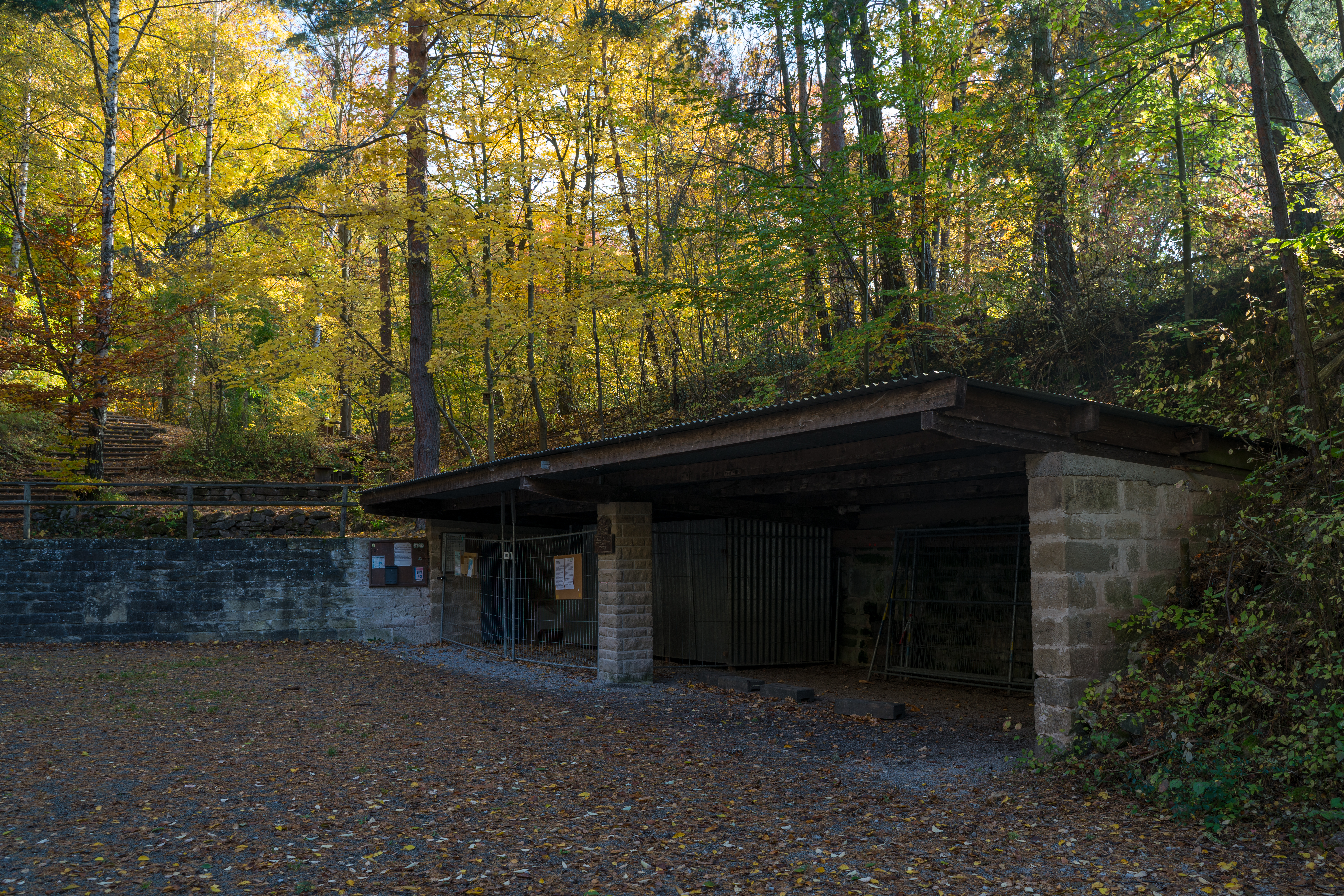
Unterstand auf dem Gelände (2021)

Auf dem Gelände befindet sich ein Unterstand.

## Boulderanlage „Im Täle“

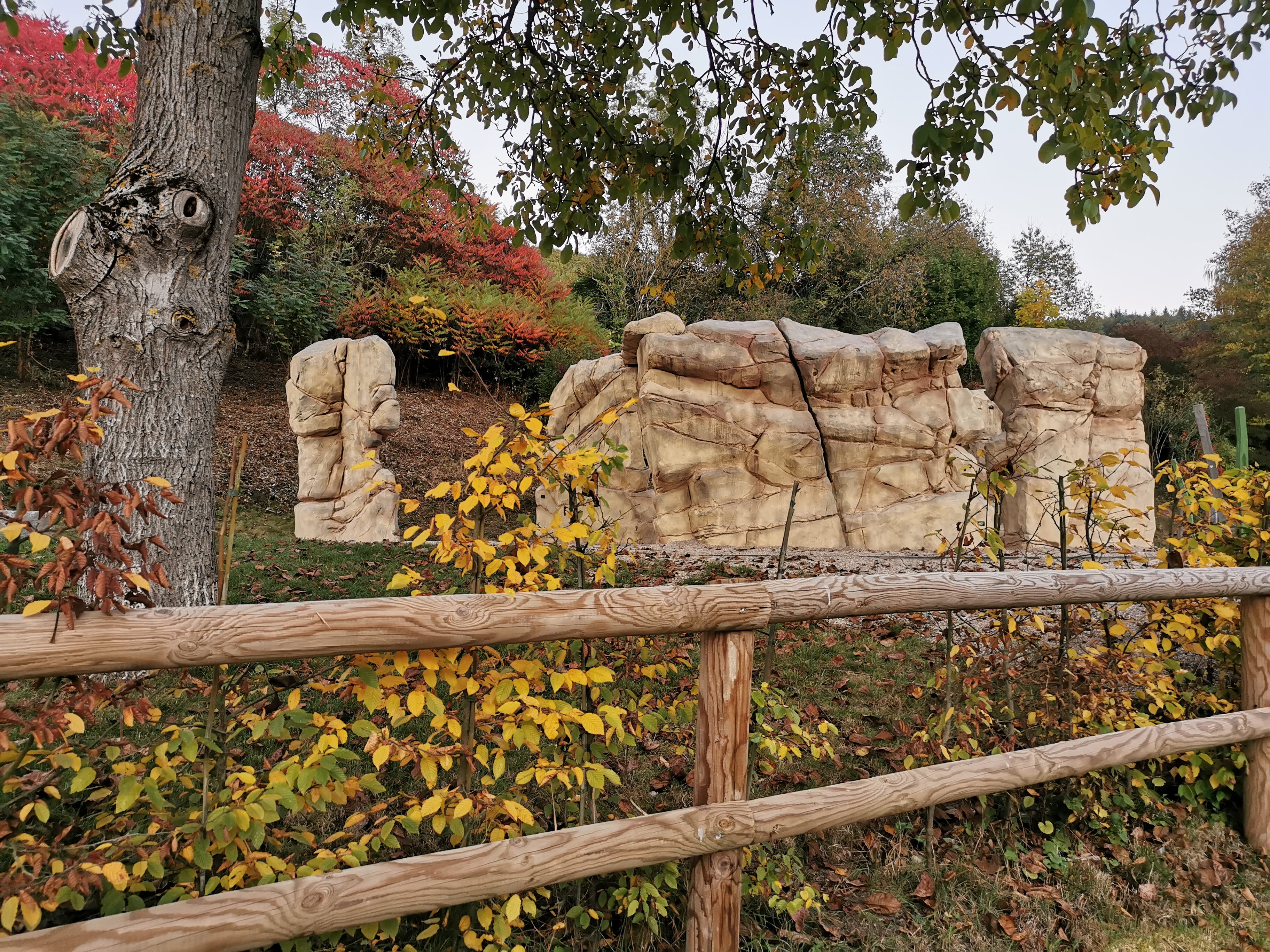
Boulderanlage „Im Täle“ (2021)

2019 wurde im Rahmen der Landesgartenschau eine Boulderanlage ⊙ an einer Grillstelle unten im Haldenbachtal, unweit des Klettergartens angelegt.
Verschieden schwere Griffstrukturen sind im Fels eingearbeitet. Es existieren somit keine künstlichen Griffe.
Des Weiteren gibt es leichte und schwere Überhänge und einen Überhang, der zwei Felsen verbindet.